# Macrophya montana
Macrophya montana is een vliesvleugelig insect uit de familie van de bladwespen (Tenthredinidae). De wetenschappelijke naam van de soort is voor het eerst geldig gepubliceerd in 1763 door Scopoli. De larve ontwikkelt zich op de bladeren van soorten van het geslacht Rubus (bramen en frambozen). Rubus caesius wordt bijzonder vaak genoemd als waardplant. Imagines vliegen in de zomer (mei tot juli).

## Kenmerken
De soort bereikt een lichaamslengte van 9 tot 11 millimeter. Het vrouwtje is gemarkeerd in zwart en geel. De kop is zwart met gele clypeus en labrum. Op het achterlijf is de eerste tergiet geheel geel, de vijfde en zesde hebben brede gele banden in het midden gebroken met zwart. Op de zevende, soms op de vierde, zijn er kleine gele vlekken aan de zijkanten. De negende is bovenaan ook geel getekend. Bij de man is de hele buik meestal zwart, soms met smalle bleke banden aan de zijkanten van de tergieten. De poten zijn overwegend geel met zwarte aftekeningen bij het vrouwtje, bij het mannetje zijn de eerste twee paar poten lichtgeel, de achterpoten zijn overwegend zwart, maar de uiteinden van het scheenbeen en sommige tarsi zijn wit. De gelijkaardige Macrophya rufipes zijn te onderscheiden door de rode tekening op de achterpoot (femur) en de roodachtige vleugelvlek (pterostigma).

## Voorkomen
Macrophya montana is wijdverbreid in Zuid- en Midden-Europa en komt vooral voor in Noord-Afrika, Turkije en Iran. Waarnemingen komen voor noordwaarts tot Schotland een enkeling zelfs tot de Orkney-eilanden.